# August Eduard Schliecker
August Eduard Schliecker (Amburgo, 12 settembre 1833 – Lauenburg, 31 marzo 1911) è stato un pittore tedesco di paesaggi, architetture e vedute delle scuole di Düsseldorf e Monaco.

## Biografia
Nella sua città natale di Amburgo, dove ricevette la sua prima formazione artistica da Martin Gensler, Schliecker ha lavorato inizialmente come litografo. Con un'interruzione negli anni 1857-1858, in cui studiò all'Accademia di Belle Arti di Monaco, ricevette una formazione accademica presso l'Accademia d'Arte di Düsseldorf. Tra il 1856 e il 1863 i suoi maestri furono Karl Ferdinand Sohn, Rudolf Wiegmann, Hans Fredrik Gude e Oswald Achenbach. Negli anni 1862-1863 Schliecker frequentò la classe dei paesaggisti di quest'ultimo. A Düsseldorf fu membro dell'associazione di artisti Malkasten. 
Nel 1863 si recò nuovamente a Monaco, mentre dal 1864 al 1890 visse nuovamente ad Amburgo. Intraprese poi una serie di viaggi di studio nelle zone del Reno e della Mosella, nonché nella Germania meridionale, in Belgio e nella Francia settentrionale, tra il 1860 e il 1890 anche nei Paesi Bassi. Gli studenti di Schliecker includevano Martha Nopitsch ed Elisabeth Reuter. Schliecker divenne membro dell'Hamburger Künstlerverein dal 1832.

## Opere (selezione)

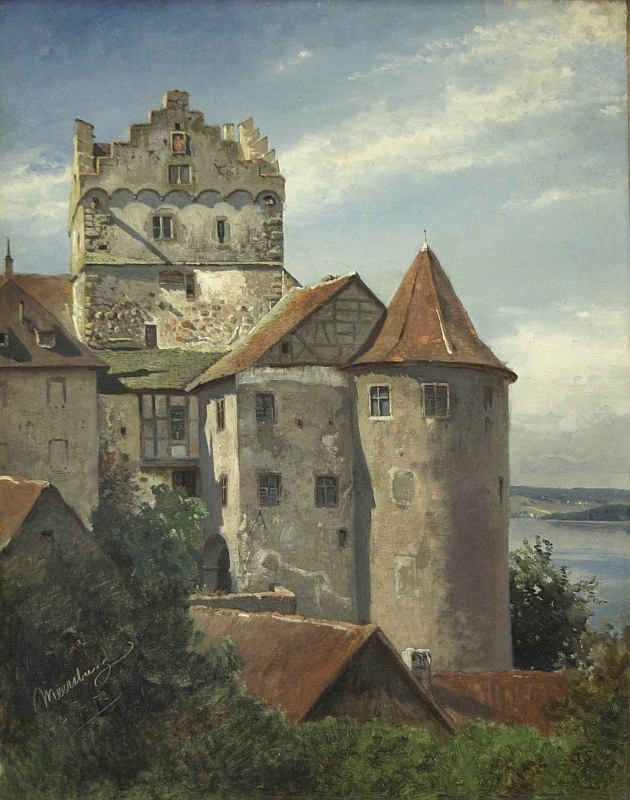
Castello di Meersburg sul Lago di Costanza, 1872

- Stadtansicht von Nürnberg mit dem Henkersteg und einem Blick auf die Kirche St. Sebald, 1858
- Am Brunnen nahe dem Stadttor, 1859
- Burg Meersburg am Bodensee, 1872
- Bauernfuhrwerk in Mittelgebirgslandschaft, 1875
- Am Chiemsee
- Elbufer bei Hamburg